# Chèvremont
Chèvremont es una comuna francesa situada en el departamento del Territorio de Belfort, de la región de Borgoña-Franco Condado.
Los habitantes se llaman Chèvremontois.

## Geografía
Está ubicada a 5 km al este de Belfort. Forma parte de la aglomeración urbana de esta ciudad.

## Demografía
| 526 | 634 | 742 | 905 | 1 040 | 1 220 | 1 469 | 1 613 |
| Para los censos de 1962 a 1999 la población legal corresponde a la población sin duplicidades (Fuente: INSEE [Consultar]) |     |     |     |       |       |       |       |